# Power of the Dragonflame
Albums de Rhapsody
Rain of a Thousand Flames
(2001) Symphony of Enchanted Lands II: The Dark Secret
(2004)
Power of the Dragonflame est le cinquième album du groupe italien de power metal / metal symphonique Rhapsody, sorti en (2002). Il conclut la Saga de l'Epée d'Emeraude.

## Titres
1. "In Tenebris" (1:20)
2. "Knightrider of Doom" (3:57)
3. "Power of the Dragonflame" (4:27)
4. "The March of the Swordmaster" (5:04)
5. "When Demons Awake" (6:47)
6. "Agony Is My Name" (4:58)
7. "Lamento Eroico" (4:38)
8. "Steelgods of the Last Apocalypse" (5:49)
9. "The Pride of the Tyrant" (4:53)
10. "Gargoyles, Angels of Darkness" (19:03)